# Станкявичюс, Антанас Петрович
Антанас Петрович Станкявичюс (лит. Antanas Stankevičius; 28 октября 1941, Мариямполе, Литовская ССР — 20 февраля 1997) — советский футболист, нападающий, полузащитник.
Выступал за команду сахарной фабрики Капсукаса (Lietuvos cukrus) в первенстве Литовской ССР. В 1958 и 1959 годах провёл по одной игре за «Спартак» Вильнюс. После выхода команды в класс «А» сыграл в 1960—1962 годах 69 матчей, забил 14 мячей. Армейскую службу проходил в командах Львова (1963), Москвы (1964) и Одессы (1965). За ЦСКА провёл два матча, забил два гола — оба в дебютной игре против «Шинника» (10:2), выйдя на замену на 63 минуте. В 1965—1968 годах сыграл в чемпионате 74 игры за «Шахтёр» Донецк, забил 13 голов. В дальнейшем играл за команды «Азовец»/«Металлург» Жданов (1968—1970, 1972), «Невежис» Кедайняй (1971, чемпионат Литовской ССР), «Шахтёр» Макеевка (1972).
Скончался в 1997 году в возрасте 55 лет.